# Premunição
Premunição é o ato ou efeito de premunir. É o estado especial de imunidade ou resistência a uma infecção. Premunir é evitar com antecipação; precaver, prevenir. É acautelar; prevenir, precaver, precatar, munir, prover, guarnecer, com antecipação. É preparar-se, apetrechar-se; armar-se, precaver-se, prevenir-se. Premunitivo é o que tem ação profilática.
Deve-se atentar para essas diferenças porque há algumas confusões devido à semelhança das palavras premunição e premonição, embora não sejam perfeitamente homógrafas ou homófonas. Especificamente, o termo premunição é usado na terminologia veterinária para designar o trabalho realizado com animais, em especial os bovinos, para torná-los resistentes a certas doenças, como a babesiose e a anaplasmose.
A premunição é praticada principalmente com a aplicação de uma quantidade pequena de sangue de um doador nativo, naturalmente resistente, mas que conserva as Babésias e os Anaplasmas latentes em seu organismo e aptos a provocarem as doenças nos receptores desprovidos de qualquer imunidade. Após isto, acompanha-se a evolução das doenças e aplicam-se quimioterápicos e antibióticos adequados, em doses controladas para que os agentes etiológicos não sejam eliminados totalmente e os animais se tornem premunidos. Pesquisadores tentaram criar vacinas contra essas doenças, mas sem resultados conclusivos.